# المسيرة الخضراء (فلم)
المسيرة الخضراء هو فيلم مغربي من إخراج يوسف بريطل سنة 2016، وبطولة كل من مراد الزاوي، محمد الشوبي، محمد خيي، السعدية أزكون، نادية النيازي، و إدريس الروخ.
الفيلم يُحيي ذكرى المسيرة الخضراء التي كانت في 6 نوفمبر 1975.

## روابط خارجية
- مقالات تستعمل روابط فنية بلا صلة مع ويكي بيانات
- La Marche verte في Huffpost
- Huffpost
- Al Massira في L'Economiste
- La Marche verte في لو360
- La Marche Verte في Grazia
- La Marche Verte في هسبريس
- La Marche Verte في شوف تيفي
- La Marche Verte في Log.ma
- Al Massira في Aujourd'hui Le Maroc
- Al Massira في Article19.ma
- Al Massira في LA MAP
- La Marche Verte في radio2m.ma
- La Marche Verte في guideculturel.ma